# Craniophora albonigra
Craniophora albonigra är en fjärilsart som beskrevs av Herz 1904. Craniophora albonigra ingår i släktet Craniophora och familjen nattflyn. Inga underarter finns listade i Catalogue of Life.